# ویمانیا
ویمانیا(نام علمی: Wimania) نام یک سرده از تیره تهی‌خاران است.